# Kazys Maksvytis (Politiker)
Kazys Maksvytis (* 1960) ist ein litauischer Politiker und ehemaliger Vizeminister für Landwirtschaft Litauens.

## Leben
Nach der Schule   absolvierte Maksvytis  1987 das Diplomstudium im Agraringenieurwesen an der  Lietuvos žemės ūkio akademija in Kaunas. Von 2002 bis 2011 leitete er das Nationale Landamt am Landwirtschaftsministerium Litauens. Ab  2001 war er stellvertretender Landwirtschaftsminister Litauens. Er wurde vom Agrarminister Kęstutis Kristinaitis ernannt. 2014 arbeitete er bei Registrų centras. Dort leitete er eine Abteilung als Direktor.